# Думбревіца (комуна, Тіміш)
Думбревіца (рум. Dumbrăvița) — комуна в повіті Тіміш у Румунії. До складу комуни входить єдине село Думбревіца.
Комуна розташована на відстані 409 км на північний захід від Бухареста, 4 км на північ від Тімішоари.

## Населення
За даними перепису населення 2002 року у комуні проживали 2693 особи.
Національний склад населення комуни:
| Національність | Кількість осіб | Відсоток |
| -------------- | -------------- | -------- |
| румуни         | 1576           | 58,5%    |
| угорці         | 1054           | 39,1%    |
| німці          | 32             | 1,2%     |
| серби          | 13             | 0,5%     |
| українці       | 8              | 0,3%     |
| цигани         | 3              | 0,1%     |
| словаки        | 2              | 0,1%     |
| турки          | 1              | < 0,1%   |
| болгари        | 1              | < 0,1%   |
| євреї          | 1              | < 0,1%   |
| італійці       | 1              | < 0,1%   |

Рідною мовою назвали:
| Мова       | Кількість осіб | Відсоток |
| ---------- | -------------- | -------- |
| румунська  | 1581           | 58,7%    |
| угорська   | 1059           | 39,3%    |
| німецька   | 27             | 1,0%     |
| сербська   | 12             | 0,4%     |
| українська | 8              | 0,3%     |
| циганська  | 3              | 0,1%     |
| болгарська | 1              | < 0,1%   |
| італійська | 1              | < 0,1%   |

Склад населення комуни за віросповіданням:
| Релігія                                       | Кількість осіб | Відсоток |
| --------------------------------------------- | -------------- | -------- |
| православні                                   | 1374           | 51,0%    |
| римо-католики                                 | 598            | 22,2%    |
| реформати                                     | 504            | 18,7%    |
| п'ятдесятники                                 | 114            | 4,2%     |
| греко-католики                                | 25             | 0,9%     |
| баптисти                                      | 21             | 0,8%     |
| не релігійні                                  | 10             | 0,4%     |
| адвентисти                                    | 6              | 0,2%     |
| лютерани (Синодально-пресвітеріанська церква) | 3              | 0,1%     |
| бретрени                                      | 2              | 0,1%     |
| атеїсти                                       | 2              | 0,1%     |
| мусульмани                                    | 1              | < 0,1%   |
| унітарії                                      | 1              | < 0,1%   |
| юдеї                                          | 1              | < 0,1%   |
| не вказали релігію                            | 1              | < 0,1%   |

## Зовнішні посилання
- Дані про комуну Думбревіца на сайті Ghidul Primăriilor [Архівовано 3 березня 2009 у Wayback Machine.]